# 나카무라 다이세이
나카무라 다이세이(일본어: 中村 大成, 1935년 7월 18일 ~ 2013년 5월 11일)는 일본의 전 프로 야구 선수이다. 오사카부 출신이며 현역 시절 포지션은 투수였다.

## 인물
오사카부립 센요 고등학교를 졸업하고 1953년 난카이 호크스에 입단했다. 그 해 요미우리 자이언츠와 맞붙은 일본 시리즈 2차전에 선발 등판했지만 패전 투수가 됐는데 이것이 고졸 신인 투수로서는 처음으로 일본 시리즈에 선발 등판한 것이었다.
2년 뒤인 1955년에 23승 4패를 기록하여 리그 최고 승률 타이틀을 차지함과 동시에 베스트 나인과 최우수 투수로도 선정됐다. 또한 같은 해 일본 시리즈에서는 전체 7경기 중 6경기에 등판했다. 우완 본격파로서 슬라이더와 슈토를 무기로 삼았다. 하지만 그 해의 혹사에 따른 영향 때문인지 이듬해 1956년 이후에는 성적이 급격하게 떨어졌고 등판 횟수도 크게 줄었다. 1960년에는 한큐 브레이브스로 이적했지만 단 한 번도 등판하지 못한 채 같은 해 현역에서 은퇴했다.
2013년 5월 11일, 대장암으로 인한 복막염으로 사망했다(향년 78세).

## 상세 정보

### 출신 학교
- 오사카부립 센요 고등학교

### 선수 경력
- 난카이 호크스(1953년 ~ 1959년)
- 한큐 브레이브스(1960년)

### 수상·타이틀 경력

#### 타이틀
- 최고 승률 : 1회(1955년)

#### 수상
- 베스트 나인 : 1회(1955년)
- 최우수 투수 : 1회(1955년)

### 등번호
- 46(1953년)
- 27(1954년 ~ 1959년)
- 63(1960년)

### 연도별 투수 성적
| 연 도      | 소 속      | 등 판 | 선 발 | 완 투 | 완 봉 | 무 4 구 | 승 리 | 패 전 | 세 이 브 | 홀 드 | 승 률 | 타 자 | 이 닝 | 피 안 타 | 피 홈 런 | 볼 넷 | 고 4 | 몸 맞 | 탈 삼 진 | 폭 투 | 보 크 | 실 점 | 자 책 점 | 평 자 책 | W H I P |
| ---------- | ---------- | ----- | ----- | ----- | ----- | ------- | ----- | ----- | -------- | ----- | ----- | ----- | ----- | -------- | -------- | ----- | ---- | ----- | -------- | ----- | ----- | ----- | -------- | -------- | ------- |
| 1953년     | 난카이     | 10    | 4     | 1     | 0     | 0       | 4     | 2     | --       | --    | .667  | 210   | 51.1  | 37       | 4        | 27    | --   | 2     | 25       | 0     | 0     | 19    | 18       | 3.12     | 1.25    |
| 1954년     | 난카이     | 36    | 13    | 3     | 2     | 0       | 6     | 5     | --       | --    | .545  | 484   | 117.0 | 102      | 5        | 49    | --   | 3     | 71       | 1     | 0     | 56    | 44       | 3.38     | 1.29    |
| 1955년     | 난카이     | 51    | 33    | 10    | 4     | 0       | 23    | 4     | --       | --    | .852  | 1073  | 269.2 | 201      | 9        | 80    | 2    | 14    | 160      | 3     | 0     | 74    | 64       | 2.13     | 1.04    |
| 1956년     | 난카이     | 30    | 14    | 3     | 1     | 0       | 5     | 5     | --       | --    | .500  | 448   | 109.0 | 95       | 3        | 30    | 1    | 3     | 60       | 0     | 0     | 45    | 36       | 2.97     | 1.15    |
| 1957년     | 난카이     | 20    | 3     | 0     | 0     | 0       | 1     | 2     | --       | --    | .333  | 186   | 45.2  | 47       | 3        | 16    | 1    | 0     | 26       | 1     | 0     | 22    | 21       | 4.11     | 1.38    |
| 1958년     | 난카이     | 1     | 0     | 0     | 0     | 0       | 0     | 0     | --       | --    | ----  | 8     | 2.0   | 1        | 0        | 0     | 0    | 0     | 2        | 0     | 0     | 0     | 0        | 0.00     | 0.50    |
| 통산 : 6년 | 통산 : 6년 | 148   | 67    | 17    | 7     | 0       | 39    | 18    | --       | --    | .684  | 2409  | 594.2 | 483      | 24       | 202   | 4    | 22    | 344      | 5     | 0     | 216   | 183      | 2.77     | 1.15    |

- 굵은 글씨는 시즌 최고 성적.